# Януш II Плоцкий
Януш II Плоцкий (пол. Janusz II płocki (Janusz); 1455 — 16 февраля 1495) — князь варшавский (1455—1471), цехановский (1455—1495), черский (1455—1471), плоцкий (1462—1471, 1475—1495) и визненский (1475—1495), младший (четвертый) сын князя мазовецкого Болеслава IV Варшавского и литовской княжны Барбары Олельковны Киевской. Представитель Мазовецкой линии Пястов.

## Биография
Януш родился после смерти своего отца Болеслава IV и получил в совместное владение с братьями Варшаву, Черск, Нур, Ломжу, Цеханув, Закрочим и другие города.
В 1462 году после смерти своих родственников, князей Земовита и Владислава Плоцких, братья Казимир Рыжий, Януш, Казимир и Болеслав получили во владение города Плоцк, Визну и Плоньск. В апреле 1471 года все братья были объявлены совершеннолетними и получили во владение отдельные княжества. Януш стал князем цеханувским, получив во владение города Цеханув, Ружаны и Ломжа. В 1472 году князь Януш Цеханувский заключил союзный договор с Тевтонским Орденом. В 1475 году после занятия своим старшим братом, князем плоцким Казимиром III, кафедры епископа в Плоцке, князь цеханувский Януш получил во владение города Плоцк, Визну, Плоньск и Завкржу. В 1476 году князь цеханувский Януш вместе со своим братом, князем варшавским Болеславом, безуспешно претендовали на Сохаческую землю, которая была включена Казимиром Ягеллончиком в состав королевским владений. В 1484 году князь цеханувский Януш II получил во владение от своего старшего брата, князя варшавского Болеслава, города Блоню, Каменец и Тарчин. В 1489 году получил во владение Вышогруд от своего старшего брата, князя черского Конрада Рыжего.
В 1492 году после смерти польского короля Казимира IV Ягеллончика (1447—1492) князь цеханувский и плоцкий Януш безуспешно претендовал на вакантный польский королевский престол. В августе 1492 года Януш Плоцкий приехал в Краков, но не получил поддержки от польской знати.
В феврале 1495 года после смерти бездетного князя цеханувского и плоцкого Януша II княжество Плоцкое (Цеханув, Плоцк, Визна и Плоньск) было включено новым польским королём Яном Ольбрахтом Ягеллоном (1492—1501) в состав Польского королевства.